# Jinja (quận)
Jinja là một quận ở vùng Đông của Uganda. Thành phố Jinja là trung tâm thương mại quan trọng nhất của quận.

## Địa lý
Quận Jinja giáp với các quận Kamuli về phía bắc, Luuka về phía đông, Mayuge về phía đông nam, Buvuma về phía nam, Buikwe về phía tây và Kayunga về phía tây bắc. Trụ sở chính của quận nằm ở Buwenge, cách thủ đô Kampala khoảng 96 kilômét (60 mi) về phía đông.

## Nhân khẩu
Dưới đây là dân số quận Jinja qua các năm:
| 1991    | 2002    | 2012    | Nguồn |
| ------- | ------- | ------- | ----- |
| 289.500 | 387.600 | 501.300 | [ 3 ] |